# Gyponana minuta
Gyponana minuta är en insektsart som beskrevs av Delong 1983. Gyponana minuta ingår i släktet Gyponana och familjen dvärgstritar. Inga underarter finns listade i Catalogue of Life.